# Polymyces tannerensis
Espèce
Polymyces tannerensis est une espèce de coraux de la famille des Flabellidae.

## Taxonomie
Pour plusieurs sources, dont le World Register of Marine Species, ce taxon est invalide et lui préfèrent Polymyces montereyensis (Durham, 1947).

## Publication originale
- Durham & Barnard, 1952 : Stony corals of the Eastern Pacific collected by the Velero III and Velero IV. Allan Hancock Pacific Expedition, vol. 16, n. 1, pp. 1-110 (en).